# Aichi E16A
O Aichi E16A Zuiun (瑞雲 "Nuvem Auspiciosa", conhecido pelos aliados por "Paul") foi um hidroavião, monoplano, monomotor e bilugar de reconhecimento aéreo, operado pela Marinha Imperial Japonesa a partir de 1944 até ao final da Segunda Guerra Mundial.

## Design e desenvolvimento
O Aichi E16A teve a sua origem em uma especificação governamental (14-Shi) de 1939 para um substituto para o Aichi E13A, que naquele tempo ainda não tinha sido aceite pelo Serviço Aéreo da Marinha Imperial Japonesa (IJNAS). Desacordos sobre os requisitos da especificação 14-Shi impediram a maioria dos fabricantes de apresentar projectos, mas em 1941 uma nova especificação, denominada 16-Shi, foi elaborada pelo IJNAS em torno do projecto Aichi AM-22, que já tinha sido feita pelos engenheiros da Aichi Kishiro Matsuo e Yasuhiro. A primeira AM-22, que primeiro recebeu a designação experimental "Hidroavião Experimental de Reconhecimento da Marinha 16-Shi" e, mais tarde, a designação curta E16A1, foi concluída em Maio de 1942 e era um monoplano convencional de asa baixa equipado com dois flutuadores.Tinha a característica incomum (para um hidroavião) de ser equipado com freios de mergulho, localizados nos suportes dianteiros dos flutuadores, para permitir que ele pudesse desempenhar um papel secundário como um bombardeiro de mergulho.
O Aichi E16A era alimentado por um único motor Mitsubishi de três hélices MK8D Kinsei 54, um motor radial de 14 cilindros, a pistão, que poderia atingir um tecto de serviço de quase dez mil metros, alcançando uma velocidade máxima de até 439 quilómetros por hora. Em termos de alcance, como seu antecessor, era capaz de voar durante uns impressionantes 2 400 quilómetros — um alcance crucial em operações aéreas nas vastas áreas abertas do oceano Pacífico. 256 exemplares totais do E16A foram produzidos e constituídos apenas pela designação do modelo E16A-1. Em termos de dimensões, tinha um comprimento de 10,83 metros, uma envergadura de 12,81 e uma altura de 4,79, com um peso total de 4 560 kg.
|  |